# 宛平县人民八年抗战为国牺牲烈士纪念碑
宛平县人民八年抗战为国牺牲烈士纪念碑，位于北京市门头沟区斋堂镇斋堂村九龙头山上，是1946年宛平县抗日民主政府为宛平县抗日战争牺牲烈士而建的纪念碑。

## 简介
1946年7月7日，宛平县抗日民主政府为纪念宛平县抗日战争烈士，在斋堂村修建了这座抗战烈士纪念碑。该纪念碑是北京市历史上最早兴建的抗日战争纪念碑，如今为北京市文物保护单位、北京市级德育教育基地。
纪念碑坐北朝南，方形屋檐塔式结构，高8.75米，首层的四面各宽2.2米。底座是正方形，总面积5平方米，高0.4米。全碑着铁灰色，象征着宛平县人民抗日战争的钢铁意志；金黄色的圆形塔顶象征着烈士的功绩与日月同辉；方形碑体象征着宛平县人民一年四季都怀念烈士。
碑楼内四面壁券洞内各嵌一块碑石，共四块碑石。其中，南面的碑石，碑额分两行横刻着“豪气长存，英名千古”双色楷书，正中竖刻着楷书阳文“宛平县人民八年抗战为国牺牲烈士纪念碑”18个大字，两侧竖刻着碑文。其他三面的碑石刻有宛平县各区、村牺牲的烈士的姓名、职务、出生乡里，共记载98个村476位烈士的姓名。纪念碑前方为祭奠广场，碑楼后面是反映抗日战争的青铜浮雕。